# 西九州新幹線
西九州新幹線（にしきゅうしゅうしんかんせん）は、佐賀県武雄市の武雄温泉駅と長崎県長崎市の長崎駅を結ぶ、九州旅客鉄道（JR九州）の高速鉄道路線（新幹線）である。
福岡市（博多駅）と長崎市（長崎駅）を結ぶ整備新幹線計画（九州新幹線〈西九州ルート〉）のうち、武雄温泉駅 - 長崎駅間がフル規格新幹線として先行整備され、2022年（令和4年）9月23日に武雄温泉駅で在来線とフル規格新幹線の対面乗り換え方式により開業した。令和になって初めて開業した新幹線である。同計画の中では武雄温泉駅 - 長崎駅間の西九州新幹線は部分開業という位置付けであるが、武雄温泉駅以東の区間については整備新幹線計画を進めたい国とフル規格整備を積極的には求めていない佐賀県との議論が進まず、現時点で未定となっている。
営業キロ69.6 km、実距離66 kmという距離は、全国の新幹線において最短（回送線を除く）となる。

## 概要
整備新幹線としての九州新幹線は1972年（昭和47年）12月12日、全国新幹線鉄道整備法第4条第1項の規定による『建設を開始すべき新幹線鉄道の路線を定める基本計画』（昭和47年運輸省告示第466号）により告示され、1973年（昭和48年）11月13日に整備計画が決定された5路線のうちの一つである。
整備計画決定以降も、ルートや整備方式や佐賀県の費用負担をめぐって様々な曲折があり、着工には至っていなかったが、上下分離方式により並行在来線を九州旅客鉄道（JR九州）から経営分離しない方針が示されたため、2008年に武雄温泉 - 諫早間が着工された。その後、新鳥栖 - 武雄温泉間は在来線を活用し、軌間の異なる在来線（狭軌）と新幹線（標準軌）を直通できる軌間可変電車（フリーゲージトレイン、FGT）を導入する方針が決定され、2012年には諫早 - 長崎間が着工された。武雄温泉駅 - 長崎駅間は2022年9月23日に開業した。
一方で、フリーゲージトレインの開発が難航し、2022年の開業時点では、武雄温泉駅で在来線と新幹線を対面乗り換えで乗り継ぐリレー方式がとられる。またJR九州は、車両や保守費用が割高かつ度重なる改良にもかかわらず軌道負荷過大などの問題解決に見通しがつかないフリーゲージトレインの導入を断念し、全線フル規格での建設を求める方針を示した。
このような状況を踏まえて、2020年時点で新幹線工事未合意区間（在来線活用で合意、事業認可済み）の、九州新幹線（鹿児島ルート）との分岐点である新鳥栖 - 武雄温泉間の整備方式や佐賀県の費用負担について、フル規格新幹線、ミニ新幹線方式、フリーゲージトレイン、スーパー特急方式、武雄温泉駅での対面乗り換えを含めた整備方式の検討が行われている。

### 路線データ
2022年9月23日（武雄温泉駅 - 長崎駅開業）時点のもの。
- 営業主体：九州旅客鉄道（JR九州）[JR 3]
- 建設主体：鉄道建設・運輸施設整備支援機構（鉄道・運輸機構）[1]
- 路線距離（実キロ）：66.0 km[1]（営業キロは69.6 km[JR 3]）
- 軌間：1,435 mm（標準軌）
- 駅数：5（起終点駅含む）[JR 3]
  - このうち、新幹線単独駅は嬉野温泉駅のみ。[JR 5]
- 複線区間：全線複線
- 電化区間：武雄温泉駅 - 長崎駅：交流25,000 V (60 Hz)
- 最高速度：260 km/h（武雄温泉駅 - 長崎駅）[JR 3]
- 保安装置：ATC、車内信号式
  - KS-ATC（武雄温泉駅 - 長崎駅）
- 道床：
- 架線吊架方式：
- 車両基地：熊本総合車両所大村車両管理室
- 保線基地：新幹線部新大村新幹線工務所
- 乗務員基地：長崎総合乗務センター
- 運転指令所：博多総合指令センター（新幹線総合指令室）
- 列車運行管理システム：九州新幹線指令システム　(SIRIUS)

## 名称・呼称
整備計画上の路線名と実際に旅客案内等で用いられる路線名の関係は下表の通り。なお、これは原則として、旅客列車の運行形態とは無関係である。
| 区間                  | 整備計画名                 | 路線名       | 備考                 |
| --------------------- | -------------------------- | ------------ | -------------------- |
| 博多駅 - 新鳥栖駅     | 九州新幹線（西九州ルート） | 九州新幹線   | 鹿児島ルートと重複   |
| 新鳥栖駅 - 武雄温泉駅 | 九州新幹線（西九州ルート） | [ 注 1 ]     | 新幹線工事未合意区間 |
| 武雄温泉駅 - 長崎駅   | 九州新幹線（西九州ルート） | 西九州新幹線 |                      |

## 現業機関
2022年6月20日の組織改正により以下の組織が設置された。
乗務員区所
長崎総合乗務センター：乗務員区所。在来線乗務員区の長崎支社長崎乗務センターに新幹線乗務員部門を新設し改編。新幹線・在来線合同の乗務員区所となった。長崎市尾上町に設置。
車両管理室
熊本総合車両所大村車両管理室：熊本総合車両所の付属機関として、新幹線車両の保守、点検を行う。大村市竹松町に設置。
工務所
新大村新幹線工務所：工務課に属し、線路及び電車線等の保守、点検拠点として運用される。大村市小路口町に設置。

## 駅一覧
2022年9月23日開業時点のもの。武雄温泉駅で在来線とフル規格新幹線の対面乗り換え方式により開業。
- JRの路線名は、その駅に接続する正式路線名のみを記す。
- 停車…全：全ての列車が停車する駅（2022年9月ダイヤ改正時）

| 駅名       | 営業キロ | 実キロ | 停車 | 接続路線                                                                   | 所在地 | 所在地 |
| ---------- | -------- | ------ | ---- | -------------------------------------------------------------------------- | ------ | ------ |
| 武雄温泉駅 | 0.0      | 0.0    | 全   | 九州旅客鉄道：■佐世保線                                                    | 佐賀県 | 武雄市 |
| 嬉野温泉駅 | 10.9     | 10.9   |      |                                                                            | 佐賀県 | 嬉野市 |
| 新大村駅   | 32.2     | 32.2   |      | 九州旅客鉄道：■大村線                                                      | 長崎県 | 大村市 |
| 諫早駅     | 44.7     | 44.7   | 全   | 九州旅客鉄道：■長崎本線・■大村線 島原鉄道：島原鉄道線                      | 長崎県 | 諫早市 |
| 長崎駅     | 69.6     | 66.0   | 全   | 九州旅客鉄道：■長崎本線 長崎電気軌道：本線・桜町支線（長崎駅前停留場：27） | 長崎県 | 長崎市 |

### 各駅の構造
各駅のホームには可動式安全柵が設置されている。また、ホーム有効長は6両分（1両あたり25m）である。なお、各駅のホームは180mのうち20mの未仕上げ部分が存在するが、これはFGT8両（1両あたり20m）に対応するホームとして設計されたためであり、将来的なフル新幹線規格車両の増結には未対応となっている。
通過線を有する駅は存在しない。
| 配線分類 | 2面2線+在来線1面1線       | 2面2線                       | 2面4線（終着駅） |
| 構内図   | 武雄温泉駅 配線略図2022 2 |                              |                  |
| 該当駅   | 武雄温泉駅                | 嬉野温泉駅・新大村駅・諫早駅 | 長崎駅           |

## 車両

### 概説
- N700S[JR 2][新聞 1][新聞 2]
  - 自由席車と指定席車がそれぞれ3両で構成された6両編成（グリーン車と喫煙ルームは無し）[JR 2][新聞 2]。開業時点では4編成が製造され、その後2023年8月に新たに1編成が増備された[7][8]。
  - 白を基調にJR九州のコーポレートカラーである赤を車体下部にあしらい、レタリングは高級感が出る金色を使用[新聞 2]。
  - アブレストは指定席2-2・自由席3-2で構成[JR 2][新聞 2]。
  - 水戸岡鋭治が内外装のデザインを担当[新聞 1]。
  - 新八代駅 - 鹿児島中央駅間開業時に「つばめ」と表記していた九州新幹線800系と同様、車体には「かもめ」の表記がある。

### 車内・発車メロディ
列車内で駅到着時の案内放送で流される車内メロディや、各駅の発車メロディは九州新幹線と同じく向谷実作曲のものが使用される。
JR九州の公式YouTubeチャンネルにて、車内メロディ・各駅の発車メロディが開業に先行して公開された。

## 運行形態

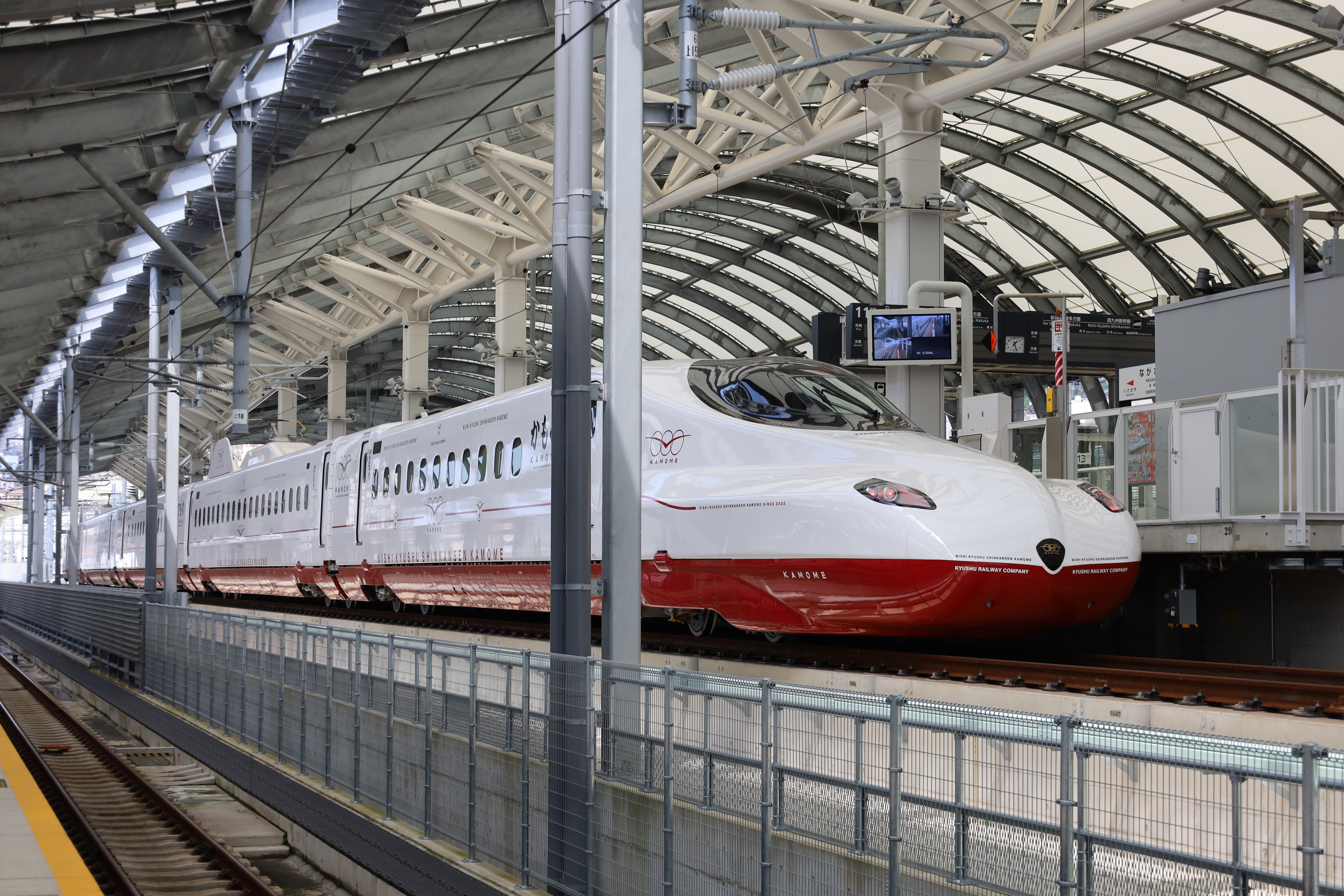
長崎駅11番線で停車中の「かもめ」

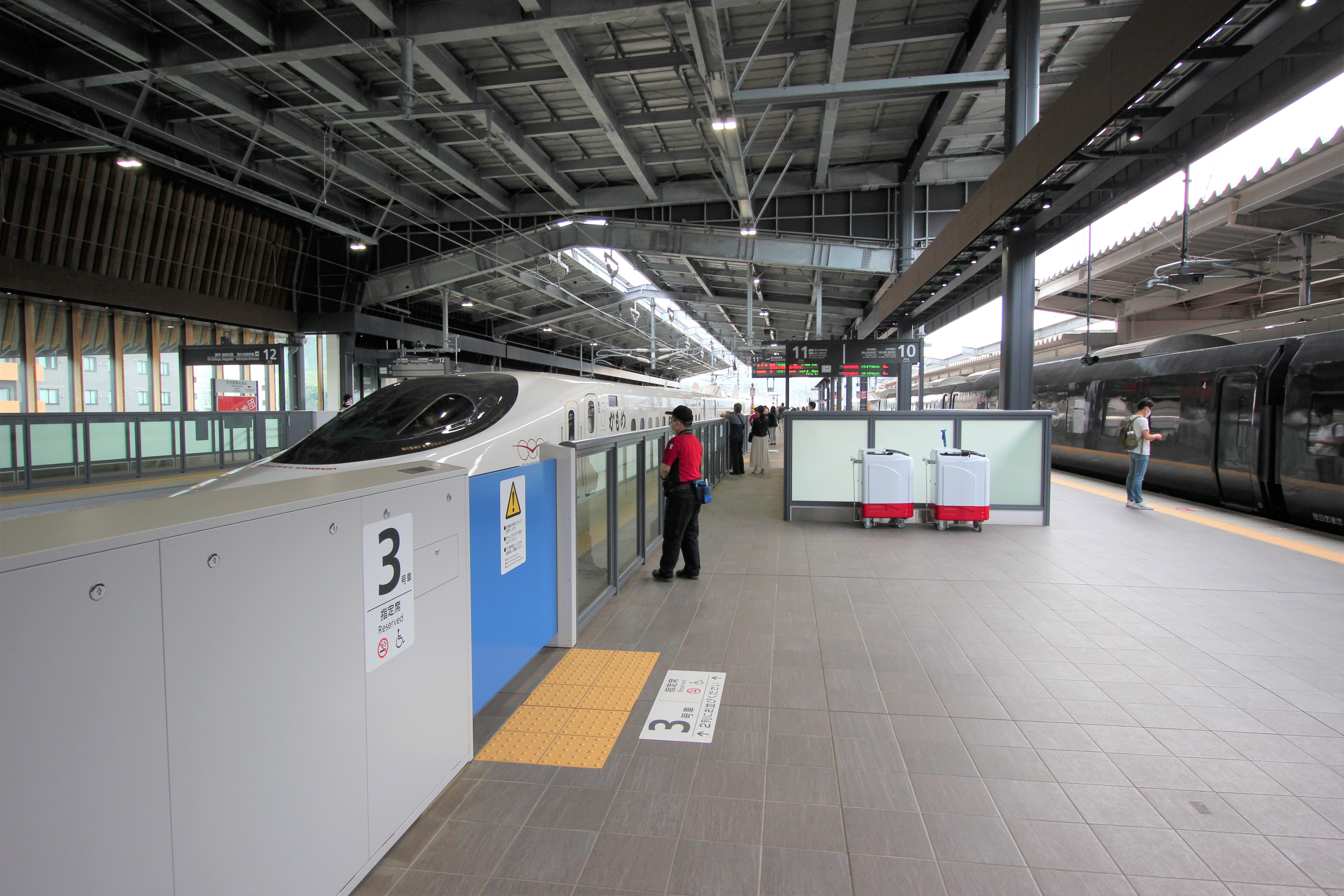
対面乗り換えを行う武雄温泉駅の新幹線用11番線(左)、リレー特急用10番線(右)

赤線はフル規格新幹線、緑線はリレー特急

### 列車名
- かもめ[JR 2][新聞 1][新聞 2]
  - 従前の在来線特急「かもめ」は博多駅 - 武雄温泉駅間の「リレーかもめ」に改称した[新聞 2]。
  - 全列車が「かもめ」であるため、N700Sの行先表示器の識別カラーについては列車名としての特定の色ではなく、3種類に分かれている。開業当初はブルーが各駅停車の場合に使用、レッドが1駅でも通過する場合に使用、イエローは未使用（未定義）となっていた[9]が、後にレッドが嬉野温泉駅のみ通過する場合に使用、イエローが嬉野温泉・新大村駅を通過する場合に使用となった。
  - かつて新八代駅で接続していた「つばめ」「リレーつばめ」と同様、武雄温泉駅で博多方面の「リレーかもめ」等のリレー特急に接続する上り列車は「博多行き」と行先を表示する[新聞 3]。武雄温泉駅で門司港行きリレーかもめ64号に接続する長崎22時10分発のかもめ64号も、車両側では「博多行き」と表示する（これに接続するリレーかもめ64号は「門司港行き」と表示する）。
  - 熊本総合車両所大村車両管理室（大村車両基地）に入出庫するため、101 - 103号は新大村駅発着となる。それ以外の全列車は武雄温泉駅発着となり、いずれもリレー特急に接続するので行先を「武雄温泉行き」と表示する列車は存在しない。
  - 「かもめ」と「リレーかもめ」は事実上の同一列車となっている。このため、遅れが発生した場合は接続先列車の発車も遅らせることで接続するようになっている（大幅な遅れ発生時は接続しない場合がある）。

### ダイヤパターンと停車駅
開業前の在来線特急「かもめ」の本数（博多駅 - 長崎駅間1日44本）を維持した上で、長崎駅 - 新大村駅間の区間列車が3本新設された。武雄温泉駅、諫早駅、長崎駅には全ての営業列車が停車する。途中の駅に待避線がないため先発列車が終着駅まで先着する。長崎駅には4線あるが、2列車以上が並ぶことはほとんどない。

### 西九州ルート全体の他線との接続
武雄温泉駅で、佐世保線（在来線）と西九州新幹線（フル規格新幹線区間）の対面乗り換え方式を原則とする。ここでは、西九州ルート全体の運用としての他線路との接続を考慮する。
なお、接続する「リレーかもめ」は、在来線の鹿児島本線・長崎本線・佐世保線の博多駅 - 武雄温泉駅間の運行となる。リレーかもめの一部は、佐世保線方面特急「みどり」「ハウステンボス」との並行運用となり、「みどり（リレーかもめ）」「ハウステンボス（リレーかもめ）」の愛称で運行される。

#### 大阪方面への接続
なお西日本旅客鉄道（JR西日本）・JR九州の路線構成上、博多駅にて東海道・山陽新幹線との乗り継ぎとなるほか、博多駅を直通する山陽・九州新幹線と新鳥栖駅での乗り換えも可能であるが、いずれもダイヤパターン上の接続考慮などは未定である。
資料では、新大阪駅 - 長崎駅間を最速3時間59分で接続する予定と謳われている。

## 整備効果
福岡市（博多駅）と長崎市（長崎駅）を結ぶ整備新幹線計画（九州新幹線〈西九州ルート〉）のうち、武雄温泉駅 - 長崎駅間をフル規格新幹線として先行整備するものである。同計画の中では武雄温泉駅 - 長崎駅間の西九州新幹線は部分開業という位置付けであるが、武雄温泉駅以東の区間については整備新幹線計画を進めたい国とフル規格整備を積極的に求めていない佐賀県との議論が進まず、現時点で未定となっている。
武雄温泉駅 - 長崎駅間は2022年9月23日に開業した。開業後の所要時間について、諫早 - 長崎間の着工に向けた2012年4月時点での国土交通省の試算（新鳥栖 - 武雄温泉間フリーゲージトレインで在来線走行）では、博多 - 長崎間の所要時間は緩行タイプで1時間31分15秒、速達（平均的）タイプで1時間23分00秒、新大阪 - 長崎間の所要時間は速達（平均的）タイプで4時間12分00秒と想定されていた。
なお、2019年3月時点での鉄道・運輸機構による時間短縮効果の試算（武雄温泉駅で対面乗り換え）では、博多 - 長崎間の所要時間は開業前（以下2019年3月時点）の1時間48分から約30分短縮されて1時間20分、新大阪 - 長崎間では4時間27分から約40分短縮されて3時間48分、熊本 - 長崎間では1時間57分から約30分短縮されて1時間22分になると試算されている。
また、武雄温泉 - 長崎間の整備により西九州（佐賀県・長崎県）と福岡県の交流人口が224,600人/日から1.01倍の226,500人に、西九州と近畿圏の交流人口が13,900人/日から1.3倍の15,400人/日に、西九州と熊本県・鹿児島県の交流人口が14,400人/日から1.01倍の14,500人/日に、増加すると予測されている。
| 区間            | 需要 (人キロ/日·km) | 便益 (B)   | 費用 (C)   | 純現在価値 (B-C) | 費用便益比 (B/C) | 経済的内部 収益率 |
| --------------- | ------------------- | ---------- | ---------- | ---------------- | ---------------- | ----------------- |
| 武雄温泉 - 長崎 | 6,800               | 3,380 億円 | 6,622 億円 | -3,242 億円      | 0.5              | 1.0 %             |

武雄温泉 - 長崎間の総事業費は 6,197 億円（平成29年4月価格）である。平成23年4月の認可額は 5,009 億円であったが、物価上昇の影響や法令・基準等の改正、関係機関との協議、現地状況の精査等の要因により、1,188 億円の増額が生じた。

### 利用状況
2024年9月25日発表のニュースリリースによると、開業から2023年9月22日までの1年間で合計約246万人、2023年から2024年9月22日までの1年間で合計約254万人、1日平均では双方とも約7千人弱に利用されている。新幹線開業前との比較では106%となっており、在来線の特急「かもめ」の乗車数よりも増加している。また開業2年目との比較に関して、前年（開業1年目）比、新型コロナ拡大前の2018年度比は各月のデータを平均して、それぞれ約106%、約107%となっている。
ただし、ここでの開業前後の比較区間はそれぞれ諫早駅 - 長崎駅間（特急「かもめ」）、武雄温泉駅 - 長崎駅間とされている。
また新幹線利用が可能な通勤・通学定期「新幹線エクセルパス」を西九州新幹線にて利用している人は2024年8月末の時点で528人となっている。
| 年度     | 平均通過人員（人/日）     | 旅客運輸収入 （百万円/年） |
| 年度     | 全区間（武雄温泉 - 長崎） | 旅客運輸収入 （百万円/年） |
| -------- | ------------------------- | -------------------------- |
| 2022年度 | 5,882                     | 2,539                      |
| 2023年度 | 6,239                     | 4,891                      |

## 特急料金・運賃
| 営業キロ・区間 | 営業キロ・区間                 | 特急料金（円） | 特急料金（円） |
| 営業キロ・区間 | 営業キロ・区間                 | 自由席         | 指定席         |
| -------------- | ------------------------------ | -------------- | -------------- |
| 50 km以下      | 隣接駅間、 新大村駅 - 長崎駅間 | 870            | 1,790          |
| 50 km以下      | 上記以外                       | 1,260          | 1,790          |
| 51 km以上      | 51 km以上                      | 1,760          | 2,290          |

運賃は営業キロに基づいて算出され、諫早駅 - 長崎駅間については営業キロは並行する長崎本線と同一となる。武雄温泉駅 - 諫早駅間は実キロをそのまま営業キロとしている。
上限特急料金は「三角表」により各駅間個別に定められている。また、座席指定の際は通常期・繁忙期・最繁忙期の設定が行われ、繁忙期は一律200円増し、最繁忙期は一律400円増しとなる。閑散期の設定はない。
また、西九州新幹線では以下の特定特急料金区間が設定されている。
1. 隣接駅間等の自由席特急料金（2駅間となる新大村駅 - 長崎駅間を含む）
2. 上記を除く50 km以下の区間

なお、武雄温泉駅で改札を出ずにリレー特急「リレーかもめ」と乗り継ぐ場合は、自由席に乗車する場合は新幹線特急料金と在来線特急料金をそれぞれ1割引し、10円未満を切り捨てた上で合算する。指定席に乗車する場合は合算後の自由席特急料金に1列車分の指定料金を加算することになる。
諫早駅 - 長崎駅間は西九州新幹線と長崎本線との選択乗車が可能であり、分岐駅通過の特例も適用されるため長崎駅を経由して西九州新幹線と長崎本線とを乗り換えることもできる（区間外の駅での途中下車はできない）。

## 並行在来線の扱い
西九州新幹線においては、長崎本線が並行在来線として扱われる（新幹線の経路自体は大村線の一部区間とも並行するが、同線は並行在来線の扱いはされていない）が、並行在来線区間は単純に経営分離されるのではなく、上下分離方式により佐賀県・長崎県（直接的には両県の出資する「一般社団法人佐賀・長崎鉄道管理センター」）が第三種鉄道事業者として鉄道施設を保有し、JR九州が第二種鉄道事業者として引き続き運行を担うことになっている。検討の経緯は後述。
なお、諫早駅 - 長崎駅間は旧線（長与経由）も含めて経営分離されず、JR九州が引き続き第一種鉄道事業者として運営する。

### 運行概要
2022年6月10日に、武雄温泉駅 - 長崎駅間開業に伴う、並行在来線ほかの運行概要などの予定が明らかにされた。以下は並行在来線および関連する在来線の運行概要（開業時に実施のダイヤ改正による）について記述する。なお、肥前山口駅は開業・ダイヤ改正当日に「江北駅」に駅名変更した。

#### 博多駅 - 肥前鹿島駅間
鹿児島本線・長崎本線の博多駅 - 肥前鹿島駅間に、特急「かささぎ」が1日上り9本、下り8本新設される。なお、早朝の下り1本（かささぎ101号）のみ、鹿児島本線・門司港駅 - 肥前鹿島駅の運行となるほか、従来の「かもめ」のうち佐賀駅発着の1往復も「かささぎ」に組み込まれる。
普通列車は佐賀方面からの直通電車が1日上り13本、下り11本運行されるほか、後述の非電化区間へ直通する気動車列車が運行される。

#### 肥前山口駅（江北駅） - 諫早駅間
肥前浜駅 - 諫早駅間が非電化に変更（電化廃止）され、全列車が気動車による運行となる。同区間に定期特急列車は運行されない。ただし、西九州新幹線開業とともに運行を開始した観光特急「ふたつ星4047（よんまる よんなな）」の午前便はこの区間を通る。
運行系統は概ね「肥前浜駅 - 諫早駅間」「肥前山口駅（江北駅） - 諫早駅間」「肥前山口駅（江北駅） - 長崎駅間」に分けられた。

#### 佐世保線
特急「リレーかもめ」の運行区間である江北駅（肥前山口駅） - 武雄温泉駅間のうち、大町駅 - 高橋駅間が2022年2月27日に複線化された。
特急「みどり」「ハウステンボス」の本数は、一部「リレーかもめ」と並行運用される「みどり」を含めると、ダイヤ改正前後で本数に変化なし。また、「みどり」の一部（1日10本）に885系電車が投入され、最速で改正前より9分短縮となる。
また、長崎本線の肥前山口駅（江北駅） - 長崎駅間に乗り入れていた観光特急「36ぷらす3」の月曜日ルートの運転区間が見直され、博多駅 - 佐世保駅間の運行（往路は江北駅 - 肥前浜駅間も折り返し運行）となる。

#### 大村線
快速列車「シーサイドライナー」が、大村線の新大村駅にも停車する。同線には、ダイヤ改正と同時に新大村駅、大村車両基地駅が新設された。
観光需要を開拓するため、新たに観光列車「ふたつ星4047」が設定され、午後便が大村線を経由する。

### 肥前山口駅 - 諫早駅間の検討経緯
新幹線開業後の肥前山口駅 - 諫早駅間の運行形態の検討については様々な曲折があった。

#### 当初の計画
佐賀・長崎両県が当初示していた並行在来線の運行計画としては、以下の通りのものであった。
- いわゆる「上下分離方式」を採用し、線路・路盤・駅設備等の維持・管理は両県が行う（第三種鉄道事業者）。
- 実際に鉄道の運営を行う第二種鉄道事業者は以下の通りとする。
  - 肥前山口駅 - 肥前鹿島駅間：JR九州
  - 肥前鹿島駅 - 諫早駅間：両県が中心となって設立する第三セクター鉄道
    - 電化設備の使用を止め（非電化とする）、ディーゼルカーによる運行とする。これは交流電車が高価であることと、最低でも2両編成での運用となり効率が悪いためとしている。またこの区間を走行する貨物列車は既になく（鍋島駅からトラック便による輸送）、電化設備を維持する必要はないとしている。
    - 肥前山口駅ではJR九州の列車との乗り換えが便利なように「対面乗り換え」とする。また、JR佐賀駅までの直通列車を走らせるようJR九州と協議する。
    - 新駅の設置も考慮する。運賃水準は現在のJR九州並みとする。
    - 運営費は松浦鉄道と同じ水準とする。

佐賀・長崎両県では以上の計画が実施され、普通列車の乗客数が現在と同じ水準であると仮定した場合、第三セクター鉄道の収支はほぼ均衡すると主張していた。しかし、佐賀県の鹿島市と江北町は、この計画について、前述の運転計画と、利便性の大幅な低下や、将来的に並行在来線区間の利用が低迷し廃線される可能性に懸念を示し、肥前鹿島駅 - 諫早駅間の経営分離計画には同意しなかったため、2005年度（平成17年度）以降西九州ルートの事業予算が毎年計上されながら工事着手が行えない状況が続いていた。同意しなかった2自治体は「JR長崎本線存続期成会」を結成し、並行在来線の第三セクター鉄道化に反対していると同時に、第一期工事の時間短縮効果があまり見込めない・費用対効果が悪い、といった主張を行っていた。また、両自治体は長崎本線の輸送改善は新幹線建設ではなく既存区間の複線化で対応できると期成会において主張していた。しかし、両県のうち特に長崎県は、それに対し、時間短縮効果がほとんどないことや、複線化費用に対する国の補助金額が少ないために現在の国の補助予算規模では肥前山口駅 - 諫早駅間の複線化に60年近くかかること、また、補助金以外の費用はJR九州ならびに佐賀・長崎両県の負担となり、特にJR九州に負担の意思がない、等の理由を示し否定的見解を示し続けた。

#### 上下分離方式の導入
新幹線計画を推進したい佐賀・長崎両県は、両市町との協議を継続しつつ、並行して新幹線の工事着手が可能となる方法を模索していたが、2007年（平成19年）12月17日、佐賀・長崎両県とJR九州の話し合いにより「並行在来線を引き続きJR九州が運行する方向」で合意した。合意内容は以下2点。
1. JR九州による並行在来線の運行は新幹線開業後の20年間とし、21年目以降の扱いについてはその時点で再び三者で協議する（JR九州の当時の社長石原進は21年目以降の扱いは「当社の他の路線と同じ」との見解を示している）。
2. 鉄道設備はJR九州が集中的に整備した上で佐賀・長崎両県へ14億円にて有償売却し、並行在来線に指定された肥前山口駅 - 諫早駅間を「上下分離方式」で運営する。

この合意内容について、佐賀県知事の古川康は記者会見で「これは経営分離ではない、JRがそのまま続けるということにほかならない」「今回の案、合意で、鹿島市と江北町の（経営分離に対する）同意は必要なくなった」という趣旨の発言を行った。また、当初は肥前山口駅 - 諫早駅間の地上設備はJR九州から無償譲渡される予定を14億円での有償譲渡に変更しているが、これについて佐賀・長崎両県は、第三セクター鉄道設立時に想定していた車両購入費等の開業時の初期費用約16.4億円よりは少ない、と説明した。
一方でこの案については、経営分離への不同意を貫く鹿島市と江北町長を疎外した推進派三者による恣意的な合意であり、「実質的に経営分離ではないのか」との疑問の声が生じており、江北町長等も「経営分離にあたる」として直ちに異議を唱えたが、国土交通省は、2008年（平成20年）1月23日に開催された政府・与党のワーキンググループ会合において、この案は「経営分離にはあたらない」との見解を示した。2008年（平成20年）3月26日には、同省内で新幹線の採算性などについての精査が終わり工事着工が認可された。佐賀・長崎両県は、2007年度内に着工認可が下りることを前提に2007年度補正予算案並びに2008年度本予算案に建設費を計上した。
これに対し、2008年（平成20年）2月24日に投開票された江北町長選挙では、新幹線着工反対を訴えた現職の田中源一が、新幹線容認派で新人の元県職員を破って5選を果たし、「選挙結果が（町民による）最大の意思表示」として町として改めて新幹線の着工に反対を表明した一方で、「着工が決まれば現実的に受け止めなければならない」と現実的対応も示唆した。2008年（平成20年）3月には、佐賀県議会において、民主・社民系会派等の共同提案により長崎新幹線の建設賛否を問う県民投票を実施する条例案が提出されたが、最大会派の自民党・公明党ならびに保守系会派の反対多数で否決された。田中はその後のシンポジウムの席上で「本格着工までは（新幹線建設への）反対を続ける」と明言した。着工後も、田中は「今も個人的には反対だ」とした。
一方、鹿島市長の桑原允彦はJR長崎本線経営分離反対運動を終息させるとした。そのため、2011年（平成23年）9月時点、関係する自治体の首長で公式に長崎新幹線建設反対の立場を取っているのは江北町長の田中ただ一人となった。また、民主党政権への交代後にフリーゲージトレインへの国費投入についてもいわゆる「事業仕分け」の対象となり、検討が行われたが、条件付きで継続となった。
佐賀・長崎両県は、在来線維持のために両県が負担することとなる設備購入費を14億円、開業後20年間の維持管理費を46億円と見積もっているが、この計60億円を、長崎県が40億円、佐賀県が20億円負担することで2008年（平成20年）4月25日に合意した。この負担割合について長崎県知事の金子原二郎は「佐賀県の理解と協力がなければ、新幹線は実現しなかった。長崎の誠意を具体化した」と述べている。
一方、長崎県内の旧小長井町（諫早市に合併済）などではJR九州の運営となることで普通列車の運行本数増加と新駅設置という長崎県が将来の第三セクター鉄道転換の際に表明していた約束が実行されないのでは、という懸念を示す動きが出ている。
2016年（平成28年）3月29日の与党整備新幹線PT検討委員会、国土交通省、鉄道・運輸機構、長崎県、佐賀県、JR九州の6者による「九州新幹線（西九州ルート）の開業のあり方に係る合意」では在来線について以下のように記されている。
- 長崎本線肥前山口駅 - 諫早駅間は開業時点において上下分離し、三者基本合意（平成19年12月）に定められた譲渡価格に関わらず、JR九州は、佐賀県および長崎県に鉄道施設を無償で譲渡する。
- JR九州は経営分離せず、三者基本合意が定めるところに関わらず、JR九州は当該開業時点から3年間は一定水準の列車運行のサービスレベルを維持するとともに、当該開業後23年間運行を維持する。
  - 特急列車：博多駅 - 肥前鹿島駅間において開業時点での需要を踏まえ、上下14本程度
  - 普通列車：現行水準維持

#### 電化設備の取り扱い
2019年12月には、肥前山口駅 - 肥前鹿島駅間について、特急列車が乗り入れるために電化設備を維持することが報道された。従来この区間は全て非電化とする方向で検討されてきた（2019年6月の鹿島市議会 では気動車による特急列車の運行を前提とした議論がなされていた）が、同年10月に行われたJR九州・佐賀県・長崎県による協議において、JR九州が方針を転換したとされる。また、設備保有のための一般社団法人「佐賀・長崎鉄道管理センター」が2021年4月1日に設立されている。移管後の維持管理費用については「佐賀1対長崎2」の割合で負担することが同年2月12日に決定している。同年8月31日にはJR九州が事業形態の変更を国土交通大臣に申請した。
2021年6月にはJR九州からの提案で、電化設備を維持する区間を1駅延ばし、肥前山口駅 - 肥前浜駅間とすることがJR九州と佐賀県・長崎県の間で合意されたと報じられた。
なお、肥前浜駅 - 諫早駅間の非電化切り替えに伴い、他の電化路線との連絡がない諫早駅 - 長崎駅間では電車の運用が困難となることから、同区間も非電化（主にYC1系）に切り替えられることが決定している。
2022年1月31日、肥前山口駅 - 諫早駅間について、旅客輸送営業を行うJR九州が第二種鉄道事業許可を、設備を保有し維持・管理する佐賀・長崎両県出資の一般社団法人佐賀・長崎鉄道管理センターが第三種鉄道事業許可をそれぞれ国土交通大臣より受けた。

## 沿革
- 2020年（令和2年）

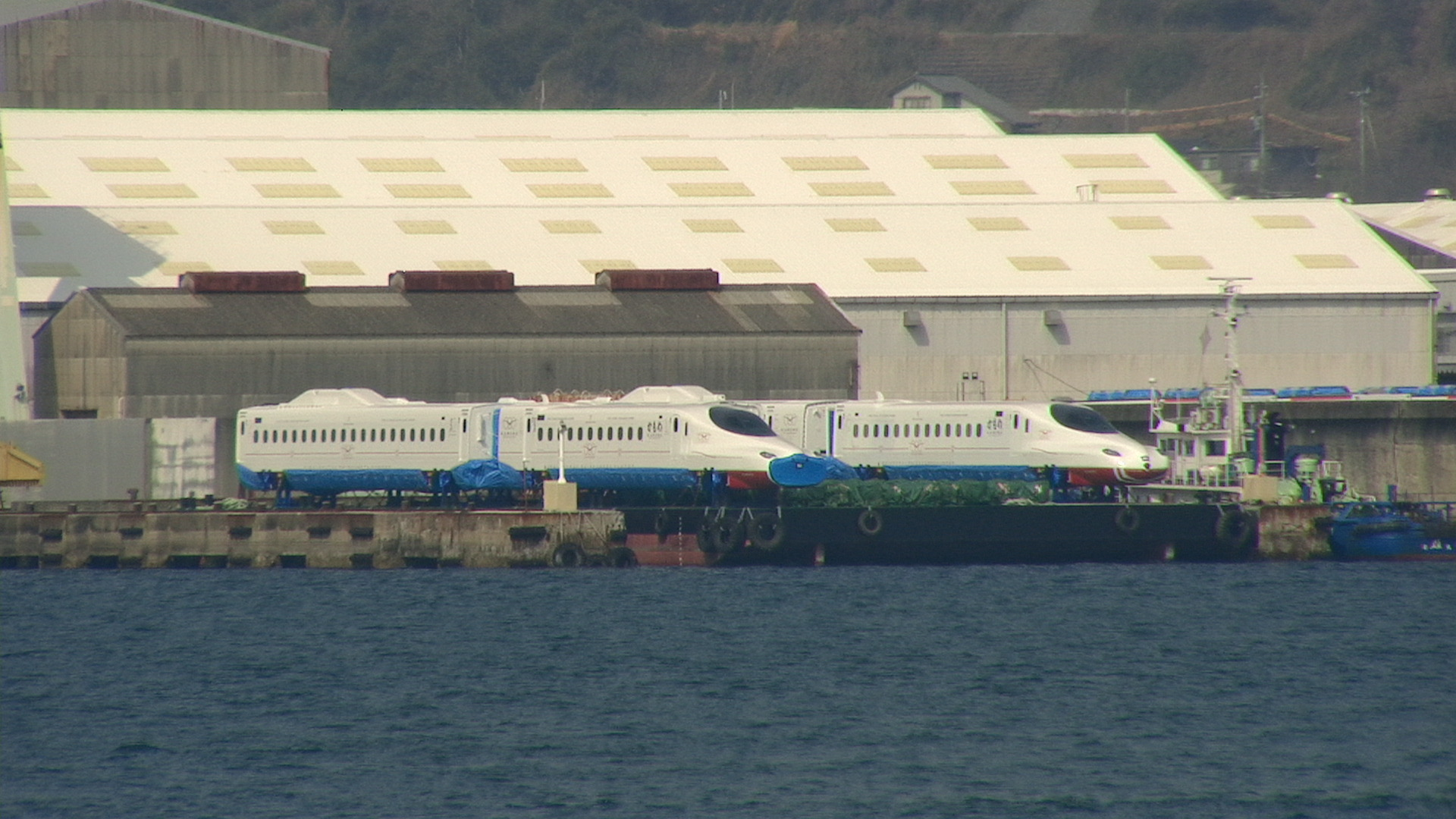
台船に積まれた車両が出航を待つ（2022年3月24日）

  - 10月28日：武雄温泉駅 - 長崎駅間の開業時に運行される列車名が「かもめ」に、導入車両がN700Sに決定したと発表[JR 2][新聞 1][新聞 2]。
  - 11月26日：新駅の駅名を「嬉野温泉」と「新大村」にすることを発表[JR 5]。
- 2021年（令和3年）
  - 4月28日：武雄温泉駅 - 長崎駅間の路線名称を「西九州新幹線」とすることを発表[JR 4]。
  - 7月28日：車両デザインを発表[JR 13]。
  - 9月4日：武雄温泉駅 - 長崎駅間のレールの締結が完了[JRTT 2]。
- 2022年（令和4年）2022年8月のかもめ楽団にて行われた車体ラッピング（HAPPYBIRTHDAYと書かれている部分）

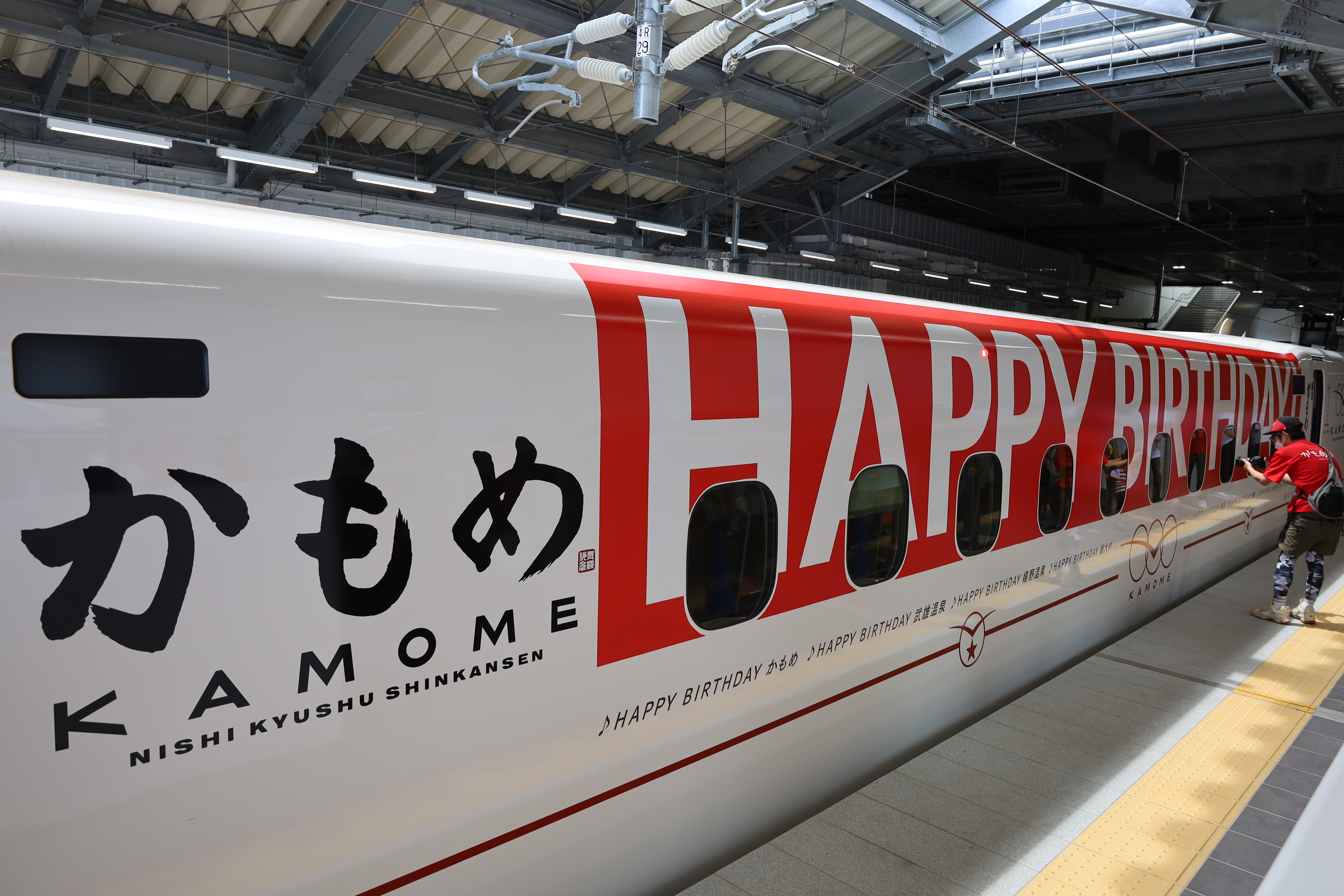
2022年8月のかもめ楽団にて行われた車体ラッピング（HAPPYBIRTHDAYと書かれている部分）

  - 1月6日 - 1月8日：西九州新幹線用車両の第1編成（6両）が日立製作所笠戸事業所から川棚港まで海上輸送を実施[新聞 22][新聞 23]。
  - 1月10日：西九州新幹線用車両の第1編成（6両）が川棚港から大村車両基地まで陸送される[新聞 24]。
  - 3月19日：大村車両基地が完成[新聞 25]。
  - 4月27日：武雄温泉 - 長崎間に適用する運賃及び特急料金の上限額を国土交通大臣に認可申請を実施[JR 7]。
  - 5月10日 - 6月16日：本線で走行試験を実施[JRTT 3][新聞 26][新聞 27]。
  - 5月27日：武雄温泉 - 長崎間に適用する運賃及び特急料金の上限額を国土交通大臣が認可[国交省 5]。
  - 6月10日：開業時のダイヤを公表[JR 3]。
  - 6月20日：運行および施設、車両の管理を担当する現業機関を設置[JR 6]。訓練運転に必要な部分の管理を鉄道・運輸機構からJR九州へと仮引き継ぎを実施[JRTT 4][JR 14]。大村車両基地の名称を熊本総合車両所大村車両管理室に変更[新聞 28]。
  - 6月20日 - 9月22日：本線で訓練運転を実施[JR 14]。
  - 7月29日 - 7月31日・8月7日：開業記念の一環としてイベント「かもめ楽団」開催（7月は車両海上輸送を利用した寄港イベント、8月は特別ラッピング車を用いた路線各駅でのイベント）[JR 15][注 9]。
  - 9月2日：鉄道施設の完成検査に合格[国交省 6]。
  - 9月22日：鉄道建設・運輸施設整備支援機構から申請されていた西九州新幹線の武雄温泉駅 - 長崎駅間の貸付料について、国土交通省が同日付で年額5.1億円として認可[国交省 7]。
  - 9月23日：武雄温泉駅 - 長崎駅間が開業[JR 1]。武雄温泉駅では在来線のリレー特急と対面乗り換えで接続[JR 1]。

## 主要構造物

### トンネル
佐賀県
- 下西山トンネル 長さ：145 m
- 武雄トンネル 長さ：1,380 m
- 内田トンネル 長さ：88 m
- 第1袴野トンネル 長さ：100 m
- 第2袴野トンネル 長さ：90 m
- 宇土手トンネル 長さ：75 m
- 大草野トンネル 長さ：624 m
- 三坂トンネル 長さ：1,400 m
- 俵坂トンネル 長さ：5,705 m

長崎県
- 三ノ瀬トンネル 長さ：855 m
- 彼杵トンネル 長さ：2,075 m
- 塩鶴トンネル 長さ：379 m
- 千綿トンネル 長さ：1,632 m
- 清水トンネル 長さ：972 m
- 江ノ串トンネル 長さ：1,351 m
- 松原トンネル 長さ：335 m
- 木場トンネル 長さ：2,885 m
- 第1岩松トンネル 長さ：200 m
- 第2岩松トンネル 長さ：281 m
- 第3岩松トンネル 長さ：706 m
- 鈴田トンネル 長さ：1,756 m
- 第1本明トンネル 長さ：790 m
- 第2本明トンネル 長さ：310 m
- 諫早トンネル 長さ：270 m
- 第1平山トンネル 長さ：200 m
- 第2平山トンネル 長さ：840 m
- 高岳トンネル 長さ：171 m
- 久山トンネル 長さ：4,990 m
- 経ヶ岳トンネル 長さ：1,930 m
- 平間トンネル 長さ：975 m
- 新長崎トンネル 長さ：7,460 m

### 橋梁
佐賀県
- 第1下西山架道橋 長さ：163 m
- 袴野架道橋 長さ：152 m
- 塩田川橋りょう 長さ：140 m

長崎県
- 彼杵川橋りょう 長さ：110 m
- 中尾川橋りょう 長さ：120 m
- 千綿川橋りょう 長さ：213 m
- 餅ノ浜川橋りょう 長さ：135 m
- 変配川橋りょう 長さ：142 m
- よし川橋りょう 長さ：140 m
- 郡川橋りょう 長さ：164 m
- 第1竹松架道橋 長さ：100 m
- 第2本明川橋りょう 長さ：265 m
- 栄田線路橋 長さ：181 m
- 宇都架道橋 長さ：104 m
- 東大川橋りょう 長さ：150 m
- 八郎川橋りょう 長さ：190 m
- 八千代線路橋 長さ：194 m